# Lorenzo Riva
Lorenzo Riva (Monza, 3 ottobre 1938 – Monza, 16 dicembre 2023) è stato uno stilista italiano.

## Biografia
Lorenzo Riva nacque a Monza il 3 ottobre 1938. Fin da bambino si interessò di moda, seguendo la madre, una mannequin che si dilettava di sartoria. A diciotto anni aprì il suo primo atelier, coinvolgendo la madre e le tre sorelle come modelle delle sue prime creazioni.
Dopo aver frequentato artisti che l'avrebbero ispirato quali Enrico Baj, Lucio Fontana e Mimmo Rotella, nel 1972 presentò la prima collezione a Palazzo Pitti a Firenze. Da quel momento assunse una dimensione internazionale, presentando le sue collezioni in Italia, in Francia, in Messico e in Spagna. Nei primi primi anni ottanta diventò direttore artistico della maison Balenciaga. Nel 1984 rientrò in Italia per aprire due nuovi atelier in società con Luigi Valietti. Nel 1991 debuttò sulle passerelle romane dell'alta moda e nel 1995 sfilò per la prima volta con una linea di prêt-à-porter sulle passerelle milanesi. Durante quegli anni presentò regolarmente le sue creazioni nella manifestazione Alta Roma.
Nel 2012 curò gli abiti di Sylvia Hoeks, protagonista del film La migliore offerta, di Giuseppe Tornatore e di Serena Autieri e Anna Galiena nel film Il tempo delle mimose di Marco Bracco. Sempre in quell'anno fu al fianco della principessa Carolina di Monaco nella presidenza del concorso La Chasuble du Centenaire, manifestazione annuale che premia la miglior casula presso la Cattedrale dell'Immacolata Concezione nel Principato di Monaco.
Nel 2015 fu ospite fisso del Grand Hotel Chiambretti.
Lorenzo Riva è morto a 85 anni nel 2023.

## Stile
Dedito all'alta moda, fu conosciuto in modo particolare per l'esclusività delle sue creazioni e per gli abiti da sposa, che chiudevano per tradizione tutte le sue sfilate. Nel corso degli anni creò abiti per donne del jet set e dello spettacolo come Isabella Rossellini, Penélope Cruz, Emmanuelle Seigner, Carmen Maura,  Whitney Houston, Lana Marks, Jerry Hall, Chiara Mastroianni, Ivana Trump, Mafalda d'Aosta, la principessa Claude de France, Martina Stella e Manuela Arcuri.

## Vita privata
Era omosessuale e si professava credente. In un'intervista affermò ridendo: "Nel mondo della moda sono tutti omosessuali, anche quelli sposati con figli".

## Onorificenze
- Premio Divina Giulia
- La Lupa Capitolina
- Ambrogino d'oro
- La Maschera d'argento
- Giovannino d'oro[6]